# Arroyo Ventana
Arroyo Ventana o Arroyo de la Ventana es una localidad y comisión de fomento del departamento Valcheta, provincia de Río Negro, Argentina.
Se accede por la RP 58 y RP 5.

## Población
Contó con 30 habitantes (Indec, 2010), lo que no representó cambio significativo frente a los 31 habitantes (Indec, 2001) del censo anterior.
El censo 2022 arrojó 102 viviendas con una población estable de 82 habitantes en la comisión de fomento.Es uno de los tres casos en la provincia donde existen más viviendas que habitantes junto con Cona Niyeu y Pichi Mahuida. 
| Gráfica de evolución demográfica de Arroyo de La Ventana entre 1991 y 2022 |
|                                                                            |
| Fuente: Censos nacionales del INDEC                                        |